# Jeanne Louise Nkou Mballa
Jeanne Louise Nkou Mballa, née le 6 avril 1996, est une judokate camerounaise.

## Carrière
Dans la catégorie des moins de 57 kg, Jeanne Louise Nkou Mballa est médaillée d'argent de l'Open de Dakar en 2017, médaillée de bronze de l'Open de Yaoundé en 2017 et médaillée d'or de l'Open de Yaoundé en 2020.
Elle remporte la médaille de bronze par équipe mixte aux Championnats d'Afrique de judo 2022 à Oran. 